# Sant’Antonio (Alberobello)
A Sant’Antonio Alberobello egyik jelentős temploma.

## Története
A Páduai Szent Antal tiszteletére épült templom története a 20. század elejére nyúlik vissza, amikor a helyi bazilika már kicsinynek bizonyult az egyre növekvő lakosság számára. 1926-1927 között építették fel Martino De Leonardis tervei alapján a műemlék zóna (Rione Monti) által elfoglalt domboldal tetején. A templom a trullók sajátos vonásait figyelembe véve épült meg, ennek köszönheti különleges külalakját, ami révén viszont tökéletesen illeszkedik a környezetébe. Az egyébként egyszerű templombelsőt Adolfo Rollo freskója díszíti.